# Мирон Бешков
Мирон К. Бешков е български политик (народен представител, кмет), възрожденски общественик, участник в Кримската война.

## Биография
Бешков е роден в Ловеч в семейство на търговец през 1837 г. Учи в родния си град, Букурешкия лицей „Свети Сава“ и Белградската гимназия.
Като ученик участва в Кримската война (1853 – 1856). Награден е с орден „За храброст“. Присвоено му е военно звание фелдфебел. Установява се да живее в Румъния.
През 1858 г. се преселва в Свищов и отваря магазин. Участва в църковно-националните борби. Училищен настоятел и епитроп в града.
След Освобождението е преводач на свищовския губернатор, търговец и кмет на Свищов (1 юни – 16 октомври 1881). Народен представител във II велико народно събрание (1881).
Улица в Свищов е наименувана „Мирон Бешков“ в негова чест.